# Broughshane
Broughshane är en ort i Storbritannien.   Den ligger i riksdelen Nordirland, i den västra delen av landet, 500 km nordväst om huvudstaden London. Broughshane ligger 65 meter över havet och antalet invånare är 2 581.
Terrängen runt Broughshane är platt åt sydväst, men åt nordost är den kuperad. Broughshane ligger nere i en dal.Runt Broughshane är det glesbefolkat, med 20 invånare per kvadratkilometer. Närmaste större samhälle är Ballymena, 5,4 km sydväst om Broughshane. Trakten runt Broughshane består i huvudsak av gräsmarker.